# کاریزنو (نصرآباد)
کاریزنو ، روستایی است از توابع بخش نصرآباد و در شهرستان تربت جام استان خراسان رضوی.
این روستا در دهستان کاریزان قرار داشته و بر اساس سرشماری سال ۱۳۸۵ جمعیت آن (۵۱۹خانوار) ۲٬۱۲۶نفر
بوده‌است.
شهید مدافع سلامت، دکتر محمد جمعه رنجبر، از مفاخر کاریزنو می باشد